# Manoir de Chauvincourt
Le manoir de Chauvincourt est un manoir situé à Chauvincourt-Provemont, dans le département de l'Eure en Normandie. Il s'agit de l'une des maisons fortes les plus anciennes et les mieux préservées du département. L'édifice fait l'objet d'inscriptions au titre des monuments historiques par arrêté des 19 juin 1961 et 3 décembre 1998.

## Localisation
Le manoir de Chauvincourt se situe sur le territoire de la commune de Chauvincourt-Provemont, dans le nord-est du département de l'Eure, au sein de la région naturelle du Vexin normand. Il se trouve à proximité de l'église Saint-Maclou, édifice qui faisait partie, à l'origine, du domaine. Il se dresse sur l'un des coteaux de la vallée de la Bonde, un affluent de la Levrière et sous-affluent de l'Epte, bénéficiant ainsi de larges perspectives sur les champs et les prairies en contrebas. Le manoir s'intègre dans un cadre rural préservé avec notamment de nombreuses constructions traditionnelles en brique ou en silex.

## Historique
La construction du manoir remonterait aux années 1200-1220 et serait l'œuvre soit d'Amice de Chauvincourt, soit de son fils Eustache.
Après la mort de Jean de Chauvincourt, la résidence passe par succession aux Gamaches, aux Douxmesnil et aux du Tertre.
En 1577, elle appartient à Philippe de Fumechon et à sa femme Françoise de Malterre. Elle revient ensuite à leur fille aînée Renée et à son mari Jacques de Biencourt. En 1611, elle passe aux mains de leur fils Philippe puis, entre 1621 et 1629, à celles de son plus jeune frère Charles.
Les descendants des Biencourt conservent le manoir jusqu'en 1778, année durant laquelle il revient à la sœur de Michel de Biencourt, puis à la famille de son mari, les Belloy.
À compter du XVIIIe siècle, l'édifice devient davantage un manoir d'exploitation. Il reste occupé par des logements pour ouvriers agricoles jusqu'à la fin des années 1950.
En 1958, le manoir, qui est alors en ruine, est acheté par ses propriétaires actuels, descendants de Philippe de Fumechon par une autre branche Biencourt-Belloy. Ceux-ci engagent une importante restauration de l'édifice.

## Architecture

### Présentation générale
Le bâtiment forme un bloc rectangulaire unique mesurant 13,50 m par 8,80 m et 16,30 m
du sol jusqu'au faîtage,,.
Il se compose d'un rez-de-chaussée ou cellier, de deux étages principaux et d'un grenier. Du fait de la disposition en pente du terrain, l'accès au rez-de-chaussée se fait par le nord tandis que l'accès au premier étage se fait par le sud. Un escalier et un couloir souterrain relient le cellier à une cave s'étendant à un niveau inférieur sous la cour au sud.
Le manoir présente des façades de moellons de silex et de schiste avec certaines parties en calcaire. La façade nord, haute de 9,80 m, est étayée par trois contreforts massifs, tous d'origine, et soutenue par un contrefort sur chacun des murs en retour. À son extrémité ouest, la façade sud présente deux contreforts modernes séparés par un espace mesurant 1,70 m et marquant l'emplacement d'une tourelle de latrine détruite en 1958 car elle était trop endommagée.
Selon Edward Impey (en) (op. cit.), la construction de l'édifice peut se diviser en trois grandes phases :
- phase no 1 (1200-1220) : creusement de la cave et construction de l'édifice avec la tourelle de latrine ;

- phase no  2 (vers 1580) : refenestration partielle de la façade nord ;

- phase no  3 (XVIIe siècle) : création d'une souche de cheminée centrale et cloisonnement du volume intérieur ; construction d'un escalier en vis, du grenier et de la charpente.

### Description détaillée

#### La cave
L'accès à la cave se fait par un escalier de quinze marches qui passe sous un arc en tiers-point brisé percé dans la moitié est du mur sud. En bas de l'escalier, un mètre après la dernière marche, au niveau d'un second arc, une porte ouvre sur la cave. 
Celle-ci se compose : 
- d'un passage central irrégulier d'une largeur moyenne d'environ 1,40 m. Ce passage, surmonté d'une voûte en arc brisé, est fait de pierres de taille de calcaire tendre avec des parties en moellons[3] ;
- de trois niches latérales de chaque côté du passage central. Ces renfoncements voûtés en berceau varient de 1,40 m à 3,15 m de profondeur et de 1,10 m à 1,45 m de largeur[4],[3].

La cave s'étend sous la cour sud. Son  tracé et sa position suggèrent qu'il n'y a jamais eu de bâtiment important au-dessus. Un exemple similaire se rencontre au château de Gisors (où la cave s'étend au sud-est de la motte).

#### Le rez-de-chaussée
L'entrée du rez-de-chaussée se situe à l'extrémité occidentale du mur nord. Elle est formée d'une large porte en arc brisé avec tympan en retrait au-dessus d'un arc surbaissé. 
Le mur nord comporte, de part et d'autre de son contrefort central, deux petites fenêtres avec arc brisé vidé dans le linteau. Les restes d'une troisième fenêtre sont visibles sur le mur ouest. Celle-ci, peut-être d'un modèle similaire aux deux autres, a été transformée en porte à une époque indéterminée, avant de redevenir une fenêtre après 1958. Le mur sud ne comporte aucune trace d'ouvertures, ce qui laisse penser qu'il a toujours été enterré. Quant au mur est, il est lui aussi aveugle.
L'intérieur du rez-de-chaussée se trouve relié aux étages supérieurs par un escalier à vis construit au XVIe ou XVIIe siècle dans l'angle nord-est,.

#### Le premier étage
L'emplacement exact de la porte d'origine permettant l'accès au premier étage demeure inconnu. 
Une fenêtre subsiste dans la partie nord du mur ouest. Composée d'une seule ouverture surmontée d'un oculus, elle présente une arrière-voussure en pierres de taille.
La fenêtre de la moitié occidentale du mur nord est peut-être d'origine médiévale puisqu'elle présente des similitudes avec une fenêtre du XIIIe siècle du deuxième étage. Ces similitudes résident dans l'aspect des angles externes et dans la présence de blocs de schiste taillés sous le rebord extérieur. Cette fenêtre a probablement été murée à une époque indéterminée, puis rouverte.
Le mur sud a peut-être accueilli une cheminée. En effet, une bande presque verticale de blocs de grès, située à 5,50 m de l'angle externe sud-est et s'élevant jusqu'à 1 m de l'avant-toit, peut être perçue comme étant les pierres d'angle d'un conduit de cheminée.

#### Le second étage
La principale entrée du second étage était très certainement située dans la
partie est du mur sud (quand l'escalier extérieur existait). 
À l'extrémité occidentale du même mur, une petite porte en plein cintre dotée d'une feuillure pour un battant s'ouvre sur l'extérieur. Elle est maintenant inutilisée car elle donne sur le vide, entre deux contreforts. Cependant, jusqu'en 1959, elle ouvrait sur une petite annexe de 3,15 m de large et d'environ 2 m de long. Les dimensions et la position de cette annexe ainsi que la petite taille de la porte suggère qu'il s'agissait d'une tourelle de latrine. La découverte, pendant sa démolition, d'une fosse profonde immédiatement en dessous, confirmerait cette hypothèse.
Dans la partie orientale de la façade nord, une fenêtre style Renaissance a été ajoutée au XVIe siècle. Elle se distingue par la présence du blason de Philippe de Fumechon et de sa femme sur la corniche. 
À cet étage, trois fenêtres remarquables du XIIIe siècle subsistent intégralement : une dans chaque pignon, la troisième dans la moitié ouest du mur nord. Impey en fait une description précise :« Incluse dans un encadrement en plein cintre mouluré d'un chanfrein continu, chacune est formée de deux ouvertures rectangulaires séparées par un meneau chanfreiné, avec deux arcs brisés évidés dans le linteau et surmontés d'un oculus. Les embrasures sont couvertes d'arrière-voussures en berceau, à l'exception de la fenêtre nord dont le linteau fut inséré en même temps que les poutres du plafond du second étage, [au cours du XVIIe siècle]. Toutes les trois sont pourvues de coussièges et avaient à l'origine des colombes sur la face intérieure des meneaux, dont seuls ceux de la fenêtre nord existent encore ». 
Enfin, cet étage a été surmonté d'un comble à charpente au cours du XVIIIe siècle.

#### Les extérieurs
Au sud du manoir, se trouve une cour pavée donnant sur le terrain en herbe au centre du village et au nord une terrasse d'environ 1 300 m2 retenue par un mur endommagé de silex à chaînages de pierres de taille, probablement du XVIIe siècle,.
D'autres bâtiments et constructions existaient auparavant comme l'attestent les plans cadastraux de 1809 et de 1840. Ainsi, un bâtiment, qui était adjacent à l'angle sud-ouest de l'église, était peut-être un pavillon d'entrée du manoir. Une grange se dressait également au sud-ouest du logis principal jusqu'à ce qu'elle soit détruite, à une époque incertaine, par les flammes. Un mur, décrit en 1629 et totalement disparu aujourd'hui, entourait le manoir, le cimetière et l'église. Enfin, la présence de terrassements
au nord-est du logis atteste l'existence de plusieurs autres bâtiments.

## Protection
Le manoir de Chauvincourt fait l'objet d'une inscription au titre des monuments historiques par l'arrêté du 3 décembre 1998. Cette inscription concerne le logis en totalité, le cellier, le pavage de la cour sud, les murs de soutènement nord et l'assise foncière.